# Acidicapsa dinghuensis
Acidicapsa dinghuensis es una especie de bacteria gramnegativa del género Acidicapsa. Fue descrita en el año 2018. Su etimología hace referencia al Monte Dinghu, en China. Es aerobia e inmóvil. Tiene un tamaño de 0,4-0,8 μm de ancho por 0,5-1,5 μm de largo. Forma colonias circulares, de color beige semitransparentes, convexas y mucosas. Temperatura de crecimiento entre 12-37 °C, óptima de 25-30 °C. Catalasa y oxidasa negativas. Es sensible a los antibióticos gentamicina, kanamicina y amikacina. Resistente a tobramicina, penicilina, tetraciclina, neomicina, vancomicina, cloranfenicol, eritromicina, ciprofloxacino, estreptomicina y polimixina. Tiene un contenido de G+C de 52,8%. Se ha aislado del suelo en la reserva de la biosfera de Dinghushan, en la provincia de Guangdong, China. 